# 9e cérémonie des Empire Awards
La 9e cérémonie des Empire Awards a été organisée en 2004 par le magazine britannique Empire, et a récompensé les films sortis en 2003. Elle a été présentée par l'humoriste britannique Bill Bailey.
Les récompenses sont votées par les lecteurs du magazine.

## Palmarès
Note : les gagnants sont indiqués en premier de chaque catégorie et typographiés en gras.

### Meilleur film
- Le Seigneur des anneaux : Le Retour du roi (The Lord of the Rings: The Return of the King)
  - Retour à Cold Mountain (Cold Mountain)
  - Kill Bill : Volume 1
  - Pirates des Caraïbes : La Malédiction du Black Pearl (Pirates of the Caribbean: The Curse of the Black Pearl)
  - X-Men 2

### Meilleur film britannique
- Love Actually
  - Bright Young Things
  - Calendar Girls
  - Johnny English
  - Young Adam

### Meilleur acteur
- Johnny Depp pour le rôle du Capitaine Jack Sparrow dans Pirates des Caraïbes : La Malédiction du Black Pearl (Pirates of the Caribbean: The Curse of the Black Pearl)
  - Daniel Day-Lewis pour le rôle de Bill le Boucher dans Gangs of New York
  - Sean Astin pour le rôle de Sam dans Le Seigneur des anneaux : Le Retour du roi (The Lord of the Rings: The Return of the King)
  - Viggo Mortensen pour le rôle d'Aragorn dans Le Seigneur des anneaux : Le Retour du roi (The Lord of the Rings: The Return of the King)
  - Hugh Jackman pour le rôle de Wolverine dans X-Men 2 (X2)

### Meilleur acteur britannique
- Andy Serkis pour le rôle de Gollum dans Le Seigneur des anneaux : Le Retour du roi (The Lord of the Rings: The Return of the King)
  - Jude Law pour le rôle d'Inman dans Retour à Cold Mountain (Cold Mountain)
  - Orlando Bloom pour le rôle de Legolas dans Le Seigneur des anneaux : Le Retour du roi (The Lord of the Rings: The Return of the King)
  - Ian McKellen pour le rôle de Gandalf dans Le Seigneur des anneaux : Le Retour du roi (The Lord of the Rings: The Return of the King)
  - Ewan McGregor pour le rôle de Joe Taylor dans Young Adam

### Meilleure actrice
- Uma Thurman pour le rôle de Beatrix Kiddo dans Kill Bill : Volume 1
  - Nicole Kidman pour le rôle d'Ada Monroe dans Retour à Cold Mountain (Cold Mountain)
  - Julianne Moore pour le rôle de Cathy Whitaker dans Loin du paradis (Far from Heaven)
  - Maggie Gyllenhaal pour le rôle de Lee Holloway dans La Secrétaire (Secretary)
  - Cate Blanchett pour le rôle de Veronica Guerin dans Veronica Guerin

### Meilleure actrice britannique
- Emma Thompson pour le rôle de Karen dans Love Actually
  - Helen Mirren pour le rôle de Chris Harper dans Calendar Girls
  - Julie Walters pour le rôle d'Annie Clarke dans Calendar Girls
  - Keira Knightley pour le rôle d'Elizabeth Swann dans Pirates des Caraïbes : La Malédiction du Black Pearl (Pirates of the Caribbean: The Curse of the Black Pearl)
  - Emily Mortimer pour le rôle de Catherine « Cathie » Dimly dans Young Adam

### Meilleur réalisateur
- Quentin Tarantino pour Kill Bill : Volume 1
  - Anthony Minghella pour Retour à Cold Mountain (Cold Mountain)
  - Joel et Ethan Coen (non crédité) pour Intolérable Cruauté
  - Peter Weir pour Master and Commander : De l'autre côté du monde (Master and Commander: The Far Side of the World)
  - Peter Jackson pour Le Seigneur des anneaux : Le Retour du roi (The Lord of the Rings: The Return of the King)

### Meilleure scène
- Le Seigneur des anneaux : Le Retour du roi (The Lord of the Rings: The Return of the King) pour la chevauchée des Rohirrims
  - Gangs of New York pour le discours du drapeau
  - Kill Bill : Volume 1 pour le massacre de The House of the Blue Leaves
  - Master and Commander : De l'autre côté du monde (Master and Commander: The Far Side of the World) pour la bataille d'ouverture
  - Pirates des Caraïbes : La Malédiction du Black Pearl (Pirates of the Caribbean: The Curse of the Black Pearl) pour la scène du rhum

### Meilleur espoir
- Martine McCutcheon pour le rôle de Natalie dans Love Actually
  - Fenella Woolgar pour le rôle d'Agatha Runcible dans Bright Young Things
  - Eli Roth pour Cabin Fever
  - Andrew Lincoln pour le rôle de Mark dans Love Actually
  - Mackenzie Crook pour le rôle de Ragetti dans Pirates des Caraïbes : La Malédiction du Black Pearl (Pirates of the Caribbean: The Curse of the Black Pearl)

### Lifetime Achievement Award
- Sigourney Weaver

### Inspiration Award
- Ray Harryhausen

### Independent Spirit Award
- Roger Corman